# قائمة حوادث العنف على المرأة
هذه قائمة بأبرز حوادث العنف على المرأة. القائمة مفروزة حسب كل بلد وتُغطّي القضايا التي خلقت ضجة وأثارت الرأي العام.

## أفغانستان
- بيبي عائشة
- مالالاي كاكار (2008)
- سحر غول (2011)
- سوشميتا بانيرجي (2013)
- فرخندة

## أستراليا
- حادثة زقاق البندقية
- فضيحة الاعتداء الجنسي الكاثوليكية في أستراليا
- مقتل أنيتا كوبي (1986)
- الاغتصاب الجماعي في أشفيلد (2001-2002)

## البرازيل
- ماريا دا بنها
- مذبحة كامبيناس
- مذبحة مدرسة ريو دي جانيرو

## كندا
- قتلى دموع الطريق السريع (1969-2011)
- مذبحة مدرسة بوليتكنيك (1989)
- تامي هومولكا (1990)
- مقتل ليزلي ماهافي (1991)
- مقتل كريستين فرنش (1992)

## السعودية
- مشاعل بنت فهد بن محمد آل سعود
- حريق مدرسة البنات في مكة 2002
- رانيا الباز
- دينا علي
- قضية اغتصاب فتاة القطيف
- رهف القنون

## إثيوبيا
- وفاة حنا لالانجو (2014)

## ألمانيا
- الاعتداءات الجنسية والسرقة ليلة رأس السنة في ألمانيا (2015)

## المغرب
- أمينة الفيلالي

## الهند
- قضية اغتصاب بنتالا 1990
- قضية اغتصاب عائشة ميران (2007)
- قضية الاغتصاب الجماعي في دلهي 2012
- قضية الاغتصاب الجماعي ببيربهوم 2014

## المكسيك
- سوزانا شافيز (2011)

## نيجيريا
- اختطاف تشيبوك (2014)

## باكستان
- قنديل البلوش (2016)
- ملالا يوسفزي (2012)

## بيرو
- سيندي أرليت كونتريراس باوتيستا (2015)

## إسبانيا
في العقد الماضي؛ قُتلت نحو 700 سيّدة في إسبانيا على يدِ شركائهم أو أزواجهم السابقين في قضايا تتعلقُ بالعنف ضد المرأة. تقولُ الإحصائيات أنّه منذ عام 1999؛ بلغَ عدد القتلى في صفوف النّساء في مثل هذه القضايا أكثر من 1000 سيدة.

## السويد
- كاثرين أولريكا (1837)
- الاعتداءات الجنسية في ستوكهولم (2015)

## تركيا
- بيبا باكا (2008)
- مقتل أوزكه جان أصلان (2015)

## أوكرانيا
- كاترينا هاندزويك (2018)

## الإمارات العربية المتحدة
- سارة بالاباجان سيرينو (1994)
- أليسيا غالي (2008)
- مقتل إستر مويكامبا (2012)

## المملكة المتحدة
- قتل كوليت آرام (1983)
- مقتل ليندا كوك (1986)
- مقتل كيلي آن بيتس (1996)
- جرائم برادفورد (2009-2010)

## الولايات المتحدة
تصنيف:العنف ضد المرأة (دورية) في الولايات المتحدة
- شيريل أراوغو
- فضيحة الاعتداء الجنسي على لاعبات الجمباز في الولايات المتحدة